# Угъен Джигме Вангчук
Принц Угъен Джигме Вангчук (род 11 ноября 1994 года) — член королевской семьи Бутана, один из сыновей четвёртого короля Бутана Джигме Сингье Вангчука и королевы аши Церинг Пем.

## Биография
Угьен Джигме Вангчук принимал участие в большом количестве официальных королевских мероприятий, включая встречи с представителями других стран. С 2008 года Его Королевское Высочество принц Угьен Джигме Вангчук обучался в элитной швейцарской школе-интернате «Le Rosey». У него две родных сестры Чими Янгзом и Кесанг Чоден, а также 7 сводных братьев и сестёр, в том числе Его Величество Джигме Кхесар Намгьял Вангчук.